# Митчелл, Драйден
Драйден Митчелл (англ. Dryden Vera Mitchell) — фронтмен, ритм-гитарист и вокалист американской рок-группы Alien Ant Farm, родился 15 июня 1976 года в Риверсайде, штат Калифорния. Находится в группе с 1996 года, прославился в 2001 году после кавера на песню Майкла Джексона «Smooth Criminal», как и вся группа.

## Биография
Отец Драйдена был музыкантом, именно так и зародилась его любовь к музыке. Драйден частенько брал гитару отца и пытался наигрывать аккорды, что дало ему некоторые плоды для будущего создания песен. 
Драйден присоединился к коллективу последним в 1996 году, будучи 4 участником группы. Изначально группа не имела понятия что играть, но симпатия барабанщика группы Майка Косгрува к Майклу Джексону расставила все точки над "и", парни решили сделать кавер на его песню "Smooth Criminal", что дало им несомненную популярность. Продолжительное время музыканты были в поисках того, какую музыку им стоит играть, параллельно делая каверы на популярные рок-песни. 

В том же 1996 году музыканты решили, что пора выбрать название, которое объединит их. Так, в музыкальной индустрии и появилась группа, имя которой Alien Ant Farm, что в переводе означает «Муравьиная ферма инопланетян» или «Чужой муравейник». Это название придумал гитарист Терри Корсо, который то ли по шутке, то ли серьезно заявлял, что возможно человечество - это творение неземных существ, по типу пришельцев. 
«Только представьте, что инопланетяне поместили нас в подходящую атмосферу и наблюдают за нами, как за своими подопытными. Так же, как маленькие дети рассматривают муравейник. Только теперь муравьи — это мы с вами…». - предположил Терри